# Mordechaj Limon
Mordechai Limon (hebrejsky מרדכי לימון‎, 3. ledna 1924 – 16. května 2009) byl od 14. prosince 1950 do 1. července 1954 čtvrtým velitelem Izraelského vojenského námořnictva.

## Biografie
Narodil se v Polsku a aliju do Palestiny provedl v roce 1932. Vyrůstal v Tel Avivu a později vstoupil do mládežnického hnutí ha-Šomer ha-Ca'ir.
Během druhé světové války vstoupil do Palmach a sloužil u jejích námořních sil Paljam.
Limon dohlížel na Cherbourský projekt, během něhož bylo uneseno pět nevyzbrojených člunů, které byly zakoupeny Izraelem od Francie, jež však na ně následně uvalila embargo.